# Sulphur (Oklahoma)
Sulphur è un comune degli Stati Uniti d'America, situato in Oklahoma, nella contea di Murray, della quale è anche il capoluogo.